# Ham House

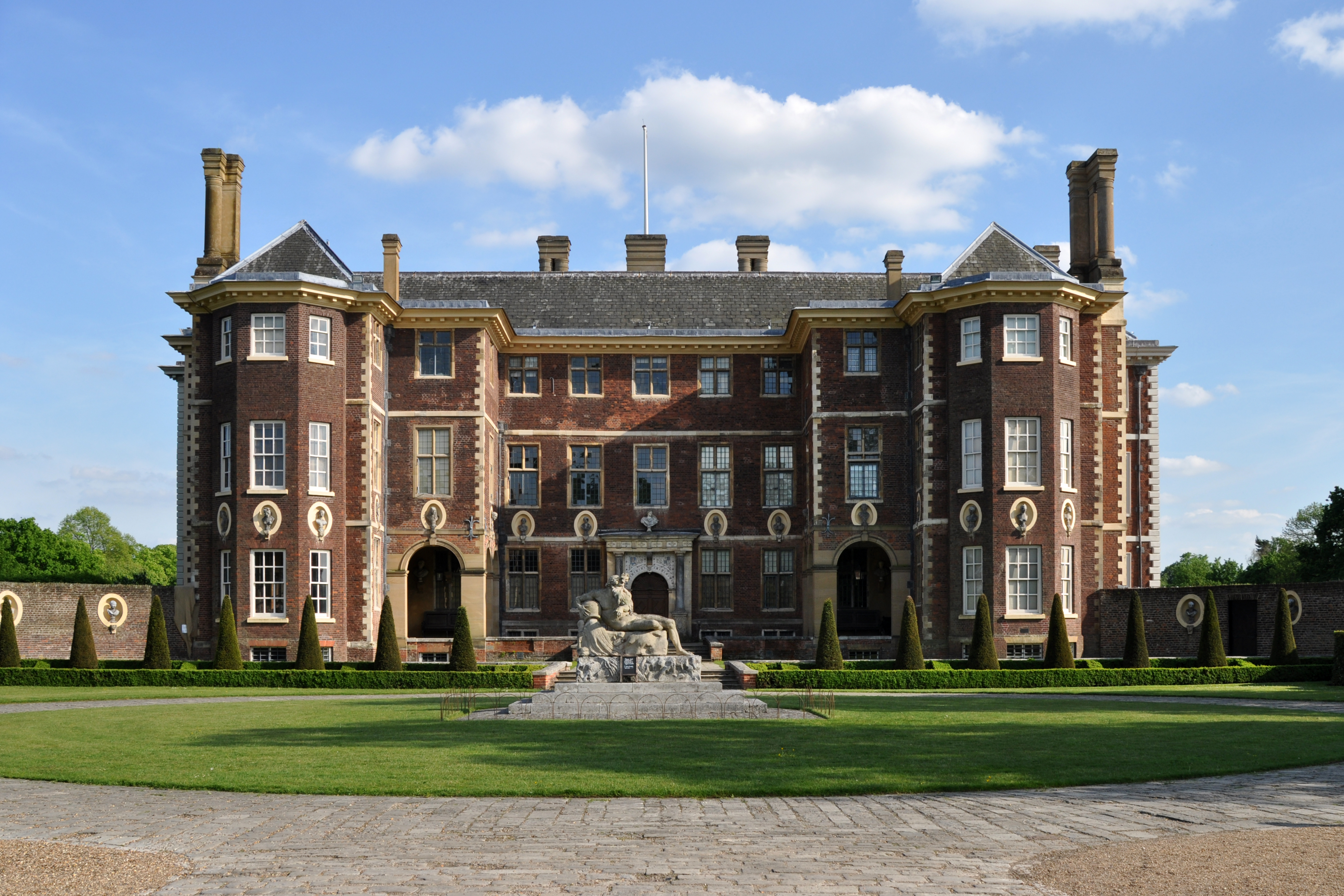
Ham House mit der Figur eines Flussgottes aus Coade-Stein von John Bacon dem Jüngeren davor

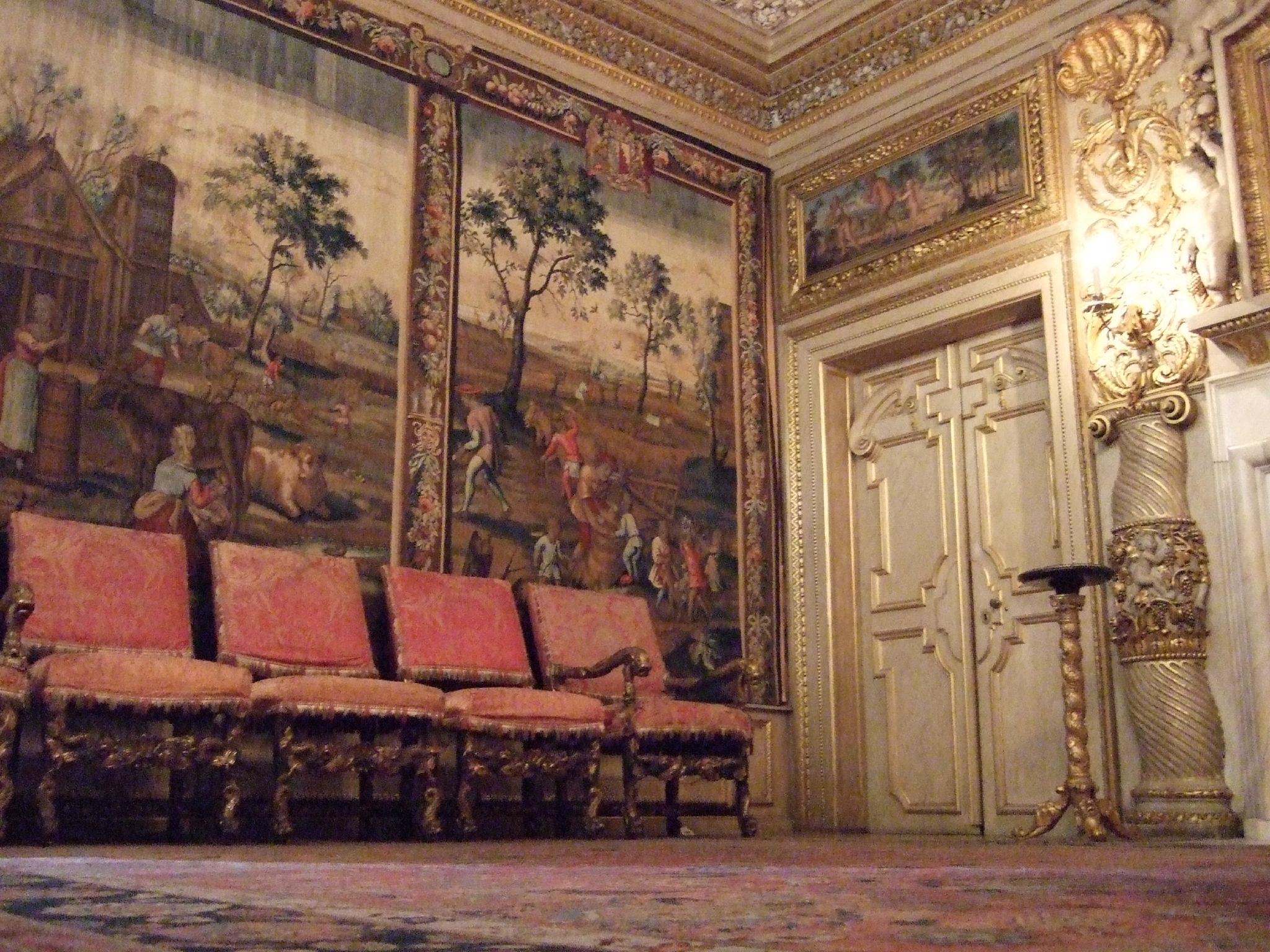
Salon auf der Nordseite

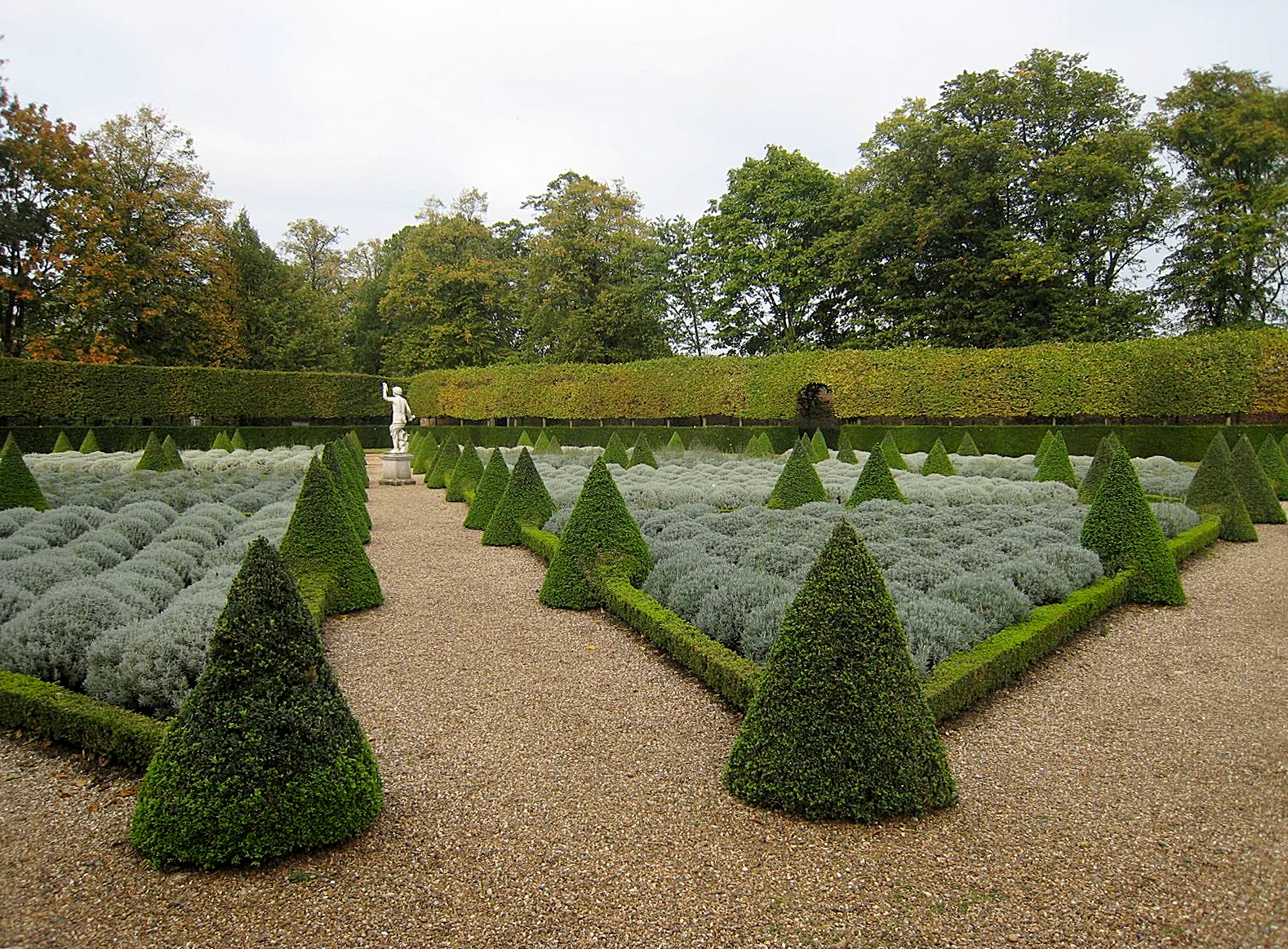
Gartenteil mit Lavendel-Parterre und Bacchus-Statue in der Mitte

Das 1610 erbaute Ham House gehört zusammen mit seiner Gartenanlage zu den bekannten Sehenswürdigkeiten des Londoner Stadtbezirks London Borough of Richmond upon Thames. Die Innenausstattung des roten Backsteinbaus am rechten Ufer der Themse gilt als einzigartiges Beispiel aus der Epoche der Stuart-Restauration. Heutiger Besitzer ist der National Trust.

## Baugeschichte und Interieur
Auf William Murray, Prügelknabe des späteren Königs Karl I., der zwischen 1637 und 1639 das Innere umbaute, gehen die Große Treppe und die Zimmerflucht im ersten Stock, der Große Speisesaal, der Salon auf der Nordseite sowie die lange Galerie mit dem abschließenden Bilderkabinett zurück. In den 1670ern wurde das Gebäude vom Herzog von Lauderdale erweitert, und die Innenräume wurden komplett renoviert. Große Teile der Innenausstattung, zu der Einlegearbeiten, Schnitzereien und lederne Wandbespannungen gehören, stammen noch aus dieser Zeit. Viele der Einrichtungsgegenstände wurden speziell angefertigt, und etliche davon sind bereits in den zeitgenössischen Inventarlisten aufgeführt.
Im Erdgeschoss des Gebäudes befinden sich die Privaträume einschließlich der Schlafräume, was heutzutage als recht ungewöhnlich empfunden wird. Die Wände sind meist vertäfelt oder mit Ledertapeten bespannt. Die Große Treppe mit ihren strukturierten, einst vergoldeten Paneelen und ihrer aufwändig geschnitzten Balustrade führt zu den herrschaftlichen Zimmern im ersten Stock. Die beschränkte Größe dieser Räumlichkeiten steht im Gegensatz zu ihrer Ausstattung, zu der Deckenmalereien, Parkettböden, Kaminsimse aus Marmor, Tapisserien sowie Wandbespannungen aus Damast oder Seide gehören.

## Gartenanlage
Der englische Autor, Architekt und Gartenbauer John Evelyn schrieb nach einem Besuch des Hauses und der Gärten des Duke of Lauderdale: „Es reicht an die schönsten Villen Italiens heran. Das Haus, ausgestattet wie das eines Prinzen, ist umgeben von Parterres, Blumengärten, Orangerien, Wäldchen, Alleen, Höfen, Statuen, Perspektiven, Brunnen und Volieren, und all das am Ufer des bezauberndsten Flusses der Welt.“ Als der National Trust den Besitz 1948 übernahm, gab es die von Evelyn beschriebene Gartenanlage längst nicht mehr. Von 1976 ab wurde sie jedoch nach alten Plänen im Stil des 17. Jahrhunderts wiederhergestellt, sodass Haus und Gärten heute wieder eine harmonische Einheit bilden.
Mit der Hammerton’s Ferry kann das am gegenüberliegenden Flussufer befindliche Marble Hill House erreicht werden.